# Krishnaswami Alladi
Krishnaswami Alladi (Thiruvananthapuram, 5 de octubre de 1955) es un matemático indio-americano quien se especializa en teoría de números. Trabaja como profesor de matemáticas en la Universidad de Florida, y fue director del departamento de matemáticas de dicha universidad de 1998 a 2008. Es también el editor principal del Ramanujan Journal (Springer-Verlag), revista que fundó en 1997.
Alladi Nació en Thiruvananthapuram, e hizo sus estudios subgraduados en la Universidad de Madras, graduándose en 1975. Mientras era un estudiante subraduado,  le escribió a Paul Erdős respecto a su investigación en la función que envía cada entero a la suma de sus factores primos (con repetición); Erdős fue a Madras para conocerle, y su colaboración en este tema se convirtió en el primer artículo de Alladi. Obtuvo su Ph.D. en la Universidad de California, Los Ángeles en 1978 bajo la supervisión de Ernst G. Straus. Después de visitar la Universidad de Míchigan, el Instituto para Estudio Adelantado, y la Universidad de Hawái,  se convirtió en profesor asociado en el 1981 en el Instituto de Ciencias Matemáticas, Chennai, el cual había sido fundado por su padre Alladi Ramakrishnan. Se mudó a la Universidad de Florida en 1986.
En el 2012,  se convirtió en uno de los socios inaugurales de la Sociedad Matemática americana.